# Sansevieria powellii
Espèce
Classification APG III (2009)
Sansevieria powellii, également appelée Dracaena powellii, est une espèce de plantes de la famille des Liliaceae et du genre Sansevieria.

## Description
Plante succulente, Sansevieria powellii est une espèce de sansevières à feuilles longues (longueur de 25 à 70 cm, largeur jusqu'à 3 cm), avec la présence d'un sillon, légèrement rugueuses, de couleur verte.
Elle a été identifiée comme espèce à part entière en 1915 par le botaniste britannique Nicholas Edward Brown.
Sansevieria powellii est possiblement un hybride entre Sansevieria arborescens et Sansevieria robusta.

## Distribution et habitat
L'espèce est originaire d'Afrique orientale, présente au Kenya, au sud de l'Éthiopie et du Soudan, en Somalie et en Tanzanie,.

## Synonymes et cultivars
L'espèce présente des synonymes :
- Acyntha powellii (N.E. Brown, 1915 ; Chiovenda, 1932)
- Dracaena powellii (N.E Brown, 1915 ; Byng & Christenh. 2018)